# Ectropothecium revolutum
Ectropothecium revolutum är en bladmossart som beskrevs av Brotherus 1897. Ectropothecium revolutum ingår i släktet Ectropothecium och familjen Hypnaceae. Inga underarter finns listade i Catalogue of Life.